# الما (اوریگون)
الما، اوریگون (به انگلیسی: Alma, Oregon) یک منطقهٔ مسکونی در ایالات متحده آمریکا است که در اورگن واقع شده‌است.

## خصوصیات
الما ۱۷۸٫۰۱ متر بالاتر از سطح دریا واقع شده‌است.